# はなわの食紀行
『はなわの食紀行』（はなわのしょくきこう）は、中国地方と九州地方のTBS系列局で放送されたRKB毎日放送製作のミニ番組。製作局のRKB毎日放送では2009年4月7日から同年11月24日まで、毎週火曜 19:50 - 19:55に放送。

## 概要
佐賀県出身のお笑い芸人・はなわが九州各地の「食」に関するスポットを訪れ、各地の食の安全や環境問題などへの取り組みをリポートしていたミニ番組である。グリーンコープの単独提供で放送されていた。

## 放送局
| 放送対象地域   | 放送局      | 系列    | 放送日時           | 放送期間                       | 備考                                |
| -------------- | ----------- | ------- | ------------------ | ------------------------------ | ----------------------------------- |
| 福岡県         | RKB毎日放送 | TBS系列 | 火曜 19:50 - 19:55 | 2009年4月7日 - 2009年11月24日  | 製作局                              |
| 鳥取県・島根県 | 山陰放送    | TBS系列 | 火曜 19:50 - 19:55 | 2009年4月7日 - 2009年11月24日  | 同時ネット                          |
| 広島県         | 中国放送    | TBS系列 | 火曜 19:50 - 19:55 | 2009年4月7日 - 2009年11月24日  | 同時ネット                          |
| 山口県         | テレビ山口  | TBS系列 | 火曜 19:50 - 19:55 | 2009年4月7日 - 2009年11月24日  | 同時ネット                          |
| 長崎県         | 長崎放送    | TBS系列 | 火曜 19:50 - 19:55 | 2009年4月7日 - 2009年11月24日  | 同時ネット                          |
| 熊本県         | 熊本放送    | TBS系列 | 火曜 19:50 - 19:55 | 2009年4月7日 - 2009年11月24日  | 同時ネット                          |
| 大分県         | 大分放送    | TBS系列 | 火曜 19:50 - 19:55 | 2009年4月7日 - 2009年11月24日  | 同時ネット                          |
| 宮崎県         | 宮崎放送    | TBS系列 | 火曜 19:50 - 19:55 | 2009年4月7日 - 2009年11月24日  | 同時ネット                          |
| 鹿児島県       | 南日本放送  | TBS系列 | 日曜 16:54 - 17:00 | 2009年4月12日 - 2009年11月29日 | 5日遅れ 初回のみ15:24 - 15:30に放送 |